# Enric Torra
Enric Torra i Pòrtulas (Fornells de la Selva, 16 de marzo de 1910 - Arenys de Mar, 4 de agosto de 2003) fue un músico, pianista y compositor español.
Recibió las primeras nociones de música de su padre. Posteriormente cursó estudios de piano con Francisco Casellas, y finalmente con Frank Marshall (1924-28). Con Alicia de Larrocha y Rosa Sabater, es considerado el pianista más dotado de esta escuela. Durante los diez años siguientes, impartió cursos avanzados de piano en la Academia Marshall de Barcelona. Desde 1927 residió en Mataró, ciudad donde desenvolupàla su trayectoria profesional y docente. Con el Quinteto Clavé interpretó música para el cine hasta la llegada del sonoro, y también en salas de baile y de concierto. Los años treinta inició una intensa actividad de concertista, centrada en Cataluña. Con un amplio repertorio, tanto clásico como romántico y de música nacionalista, sobresalió en la interpretación de Bach, Beethoven, Schumann, Chopin y Debussy y destacó como intérprete de Granados, Falla y Albéniz. 
Como compositor, cabe mencionar once sinfonías de las que destaca Los Ángeles (1981), un concierto para piano y orquesta (1964), la ambiciosa ópera Burriac (1991-97), las composiciones de cámara Costa Brava (1947) , Mallorca (1949) o Maresme floral (1950), Un minuto de oración (1957), muchas de ellas a partir de piezas para piano, instrumento para el que compuso, entre otros, Sonata evocadora (1939) y Variaciones ampurdanesas (1951). Compuso también recopilaciones de canciones (Cinco canciones del corazón, 1927; Punsolenques, 1949; Cinco canciones amatorias, 1964) obras corales (Colección espiritual, 1945; catalanas, 1951; La Cruz del Canigó (1953), Poemas corales, 1978) , piezas inspiradas en el folclore catalán (Ballets del Maresme, 1963; El riesgo del pastor, 1971), así como un gran número de sardanas. Escribió la música para La Pasión (1943) y prácticamente la totalidad de la de los famosos Pastorets de Mataró (1941). Es autor de un Método español de piano (1951) y un Método Musical Escolar (1970). Fue director de orquestas y coros y ejerció la crítica musical y la docencia.